# Садилек, Лукаш
Лукаш Садилек (чеш. Lukáš Sadílek; род. 23 мая 1996, Угерске-Градиште) — чешский футболист, полузащитник клуба «Спарта» и сборной Чехии.

## Клубная карьера
Садилек — воспитанник клуба «Словацко». 30 августа 2014 года в матче против «Пршибрама» он дебютировал в Гамбринус лиге. Летом 2016 года Садилек на правах аренды перешёл в соколовский «Баник». 6 августа в матче против «Влашима» он дебютировал в чешской ФНЛ. 12 ноября в поединке против «Опава» Лукаш забил свой первый гол за «Баник». По окончании аренды игрок вернулся в «Словацко». 19 мая 2018 года в поединке против «Фастава» Лукаш забил свой первый гол за команду.
Летом 2022 года Садилек перешёл в столичную «Спарту». 31 июля в матче против либерецкого «Слована» он дебютировал за новый клуб. 17 сентября в поединке против остравского «Баника» Лукаш забил свой первый гол за «Спарту». В своём дебютном сезоне игрок помог клубу выиграть чемпионат.

## Международная карьера
17 июня 2023 года в отборочном матче чемпионата Европы 2024 против сборной Фарерских островов Садилек дебютировал за сборную Чехии.

## Достижения
Командные
 «Спарта» (Прага)
- Победитель Гамбринус лиги — 2022/23